# Lanciotto Ballerini
Lanciotto Ballerini (Campi Bisenzio, 15 agosto 1911 – Calenzano, 3 gennaio 1944) è stato un partigiano italiano.

## Biografia
Nacque a Campi Bisenzio il 15 agosto 1911 da una famiglia di macellai e la sua gioventù fu caratterizzata da un'intensa attività sportiva nel campo pugilistico, ove conseguì buoni risultati, diventando campione dei pesi medi italiano nella categoria primi pugni nel 1929.
Dagli anni trenta, la sua vita fu segnata dalle avventure militari dell'Italia fascista, che portarono Lanciotto a partecipare alla guerra di Etiopia (1935-36) dove ricevette una medaglia al merito e il grado superiore per aver salvato la vita dei suoi commilitoni durante un attacco nemico; al suo rientro in Patria fu festeggiato come un eroe ed i fascisti gli fecero dono della tessera che lui prontamente rifiutò. Nel 1939 fu richiamato anche per l'occupazione dell'Albania (1939).
Scoppiata la seconda guerra mondiale, Ballerini fu inviato con le truppe di occupazione in Grecia e Jugoslavia (1940-1943), fu rimpatriato nel giugno 1943 per dolori reumatici causati dai disagi patiti nel fronte di guerra. In Iugoslava si distinse per aver avvertito le popolazioni civili di allontanarsi dalle zone di operazioni belliche: la notte, di nascosto usciva dal campo e avvertiva i villaggi che il giorno dopo sarebbero stati colpiti dall'artiglieria italiana, permettendo a uomini, donne e bambini di trovare rifugio in luoghi più sicuri; qui prese contatto con i partigiani titini. La Divisione "Venezia" dopo l'8 settembre si inquadrò nelle Brigate partigiane Garibaldi, che in Iugoslavia combatterono al fianco dei partigiani locali. Dopo l'armistizio, nell'autunno 1943 Lanciotto si recò sul Monte Morello, ove organizzò e diresse una delle prime formazioni partigiane che si costituirono in Toscana. Questa formazione comprendeva non solo partigiani italiani ma anche altri provenienti da tutta l'Europa (uno scozzese, un serbo, un croato, un ucraino e un russo).
Il 3 gennaio 1944 la Formazione d'assalto Garibaldi "Lupi Neri" si trovava presso Case di Valibona, sui monti della Calvana, quando fu aggredita da due colonne composte: una da circa 80 militi fascisti repubblicani più i carabinieri di Prato e Vaiano, l'altra da circa 60 fascisti della "Muti" con i carabinieri di Calenzano; questi accerchiarono il borgo di Valibona a seguito di una segnalazione. Lanciotto affrontò con determinazione l'avversario, dando modo di sganciarsi al grosso dei compagni e infliggendo grosse perdite agli attaccanti, cadendo alfine eroicamente mentre stava abbattendo da solo, con l'uso di bombe a mano, le postazioni nemiche aventi tre mitragliatrici. Le altre vittime del gruppo di Lanciotto furono il sardo Luigi Giuseppe Ventroni, addetto alla mitragliatrice, rimasto gravemente ferito e ucciso bruciato nel fienile fortilizio, e il russo Vladimiro Andrey catturato dai fascisti e giustiziato sul posto.
Nel 1944 fu dedicata a lui la squadra di calcio di Campi Bisenzio, che infatti ancora oggi si chiama Lanciotto Campi Bisenzio; anche lo stadio della cittadina è intitolato a Lanciotto Ballerini così come la Coppa Lanciotto Ballerini, gara di ciclismo per dilettanti che si svolge a Campi Bisenzio dal 1946. Nel dopoguerra gli sono state intitolate anche varie strade, vie e piazze in tutta la Provincia di Firenze.
Nel 2011 in occasione delle celebrazioni del centenario della nascita, è stato realizzato dal Comune di Campi Bisenzio il fumetto di Jacopo Nesti e Francesco Della Santa L'eroe partigiano, con la partecipazione attiva al progetto della Sezione ANPI Lanciotto Ballerini.